# 소피텔 레전드 메트로폴 하노이
소피텔 레전드 메트로폴 하노이(Sofitel Legend Metropole Hanoi)은 원래 메트로폴 호텔(Hôtel Metropole)이라는 명칭으로 알려져 있었다. 이 호텔은 베트남 하노이 호안끼엠의 응오꾸옌 거리에 위치해 있으며, 프랑스 식민지 시대인 1901년 개장한 유서 깊은 오성급 호텔이다. 이 고급 호텔을 찾은 저명 인사들로는 조지 H. W. 부시 대통령, 프랑수아 미테랑 대통령, 자크 시라크 대통령, 도널드 트럼프 대통령(2017년 APEC 정상회의) 등 각국의 정상과 대사, 국장 등 거물급 인사들이 묶으면서 풍부한 역사와 1세기의 전통을 자랑한다. 2019년 기준으로는 소피텔 레전드 메트로폴 하노이라는 이름으로 운영되며, 호텔에는 364개의 객실이 있다.

## 역사
1950년대 베트남 독립 이후, 메트로폴은 공산주의 정부에 의해 통녓 호텔 (통일 호텔)로 개명되었다. 1960년대 미국의 폭격으로부터 고객을 보호하기 위해 폭탄 피난소가 건설되었다. 제인 폰다는 1972년 6월 하노이 여행 중 이곳에 체류하게 된다. 존 바에즈는 1972년 12월 미국 대표단과 하노이를 방문했지만 호아빈 호텔(Peace Hotel) 근처에 머물면서 크리스마스 폭탄 테러에 휘말리게 되었다. 그녀는 공습 중에 호텔방에서 그녀의 노래 “Where Are You Now, My Son?”을 녹음했고, 그 폭격소리가 녹음 중 삽입되었다.
1987년 프랑스 풀먼 호텔 체인은 베트남 정부와 합작 투자하여 호텔을 국제표준으로 복원했다. 호텔은 완전히 재건되어 메트로폴이라는 이름을 되찾았고, 1992년 3월 8일 풀먼 메트로폴 호텔로 재개되었다. 이후 풀먼에서 소피텔 체인으로 옮겨졌으며 소피텔 레전드 메트로폴 하노이로 독점적 Legend급에 배치되었다. 새로운 135개 객실 오페라윙은 1994-1996년에 메트로폴 센터 오피스 타워와 함께 추가되었다. 그 사무실은 2008년에 추가 호텔 객실로 개조되었다.
미국 뉴욕에 본사를 두고 있는 공신력 있는 월간 여행 잡지인 《컨데 나스트 트래블러》(Condé Nast Traveler)는 2007년 스피텔 메트로폴을 베트남 최고의 호텔로 선정하였으며, 〈전세계 최고 호텔〉(Best hotels throughout the World)에 들어간 베트남 2개의 호텔 중 하나였다.

## 갤러리

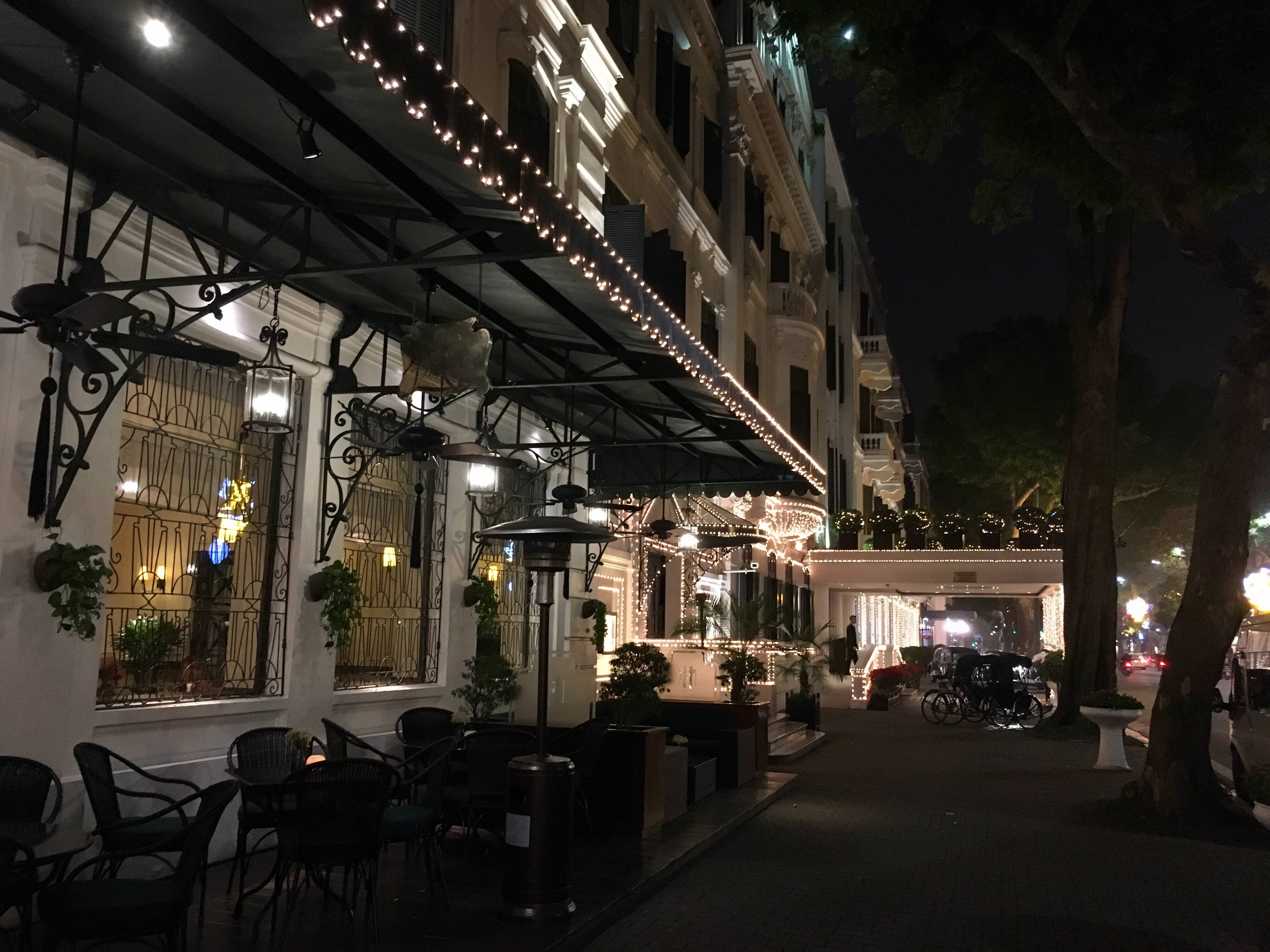
밤에 호텔 외관
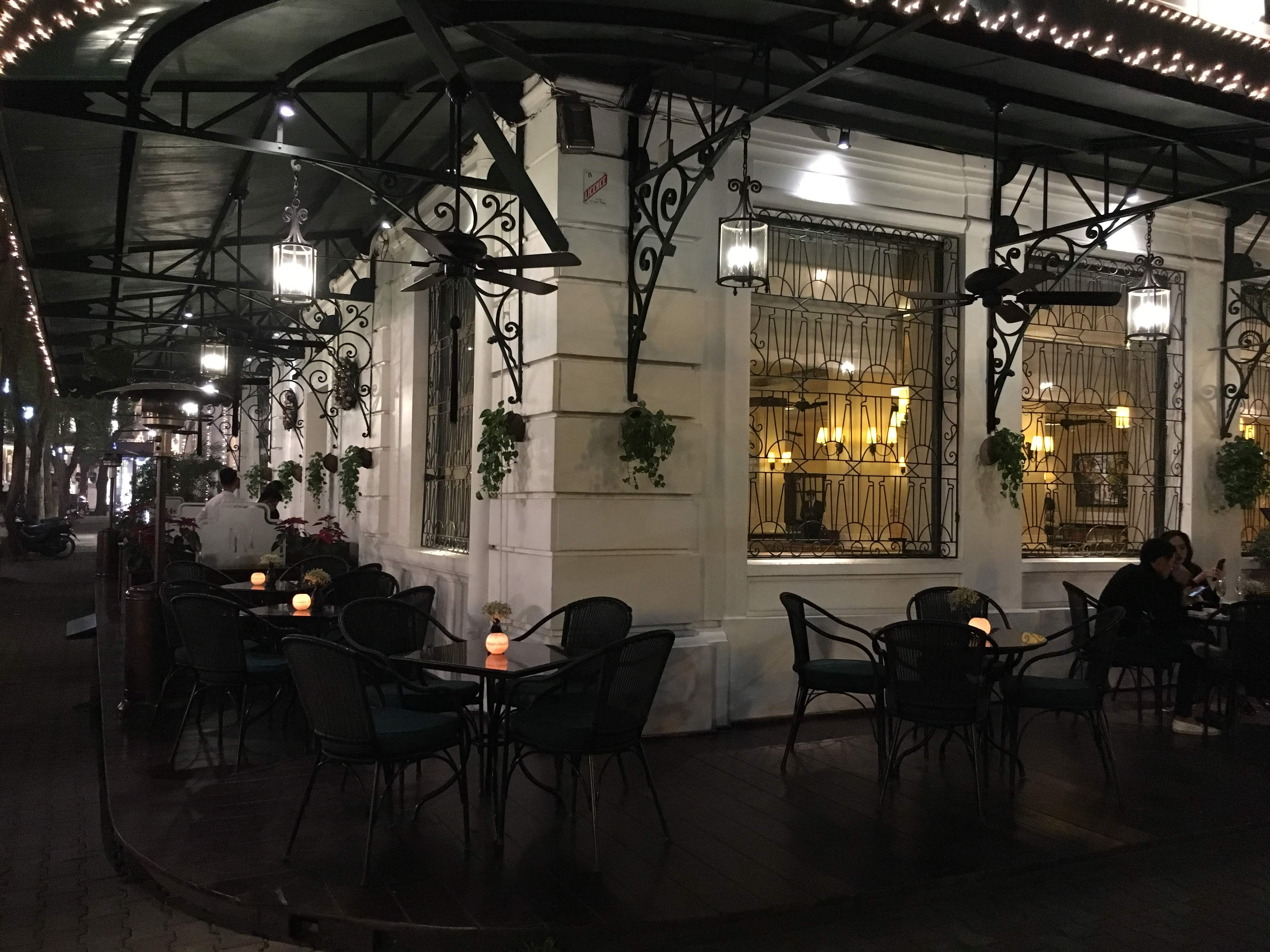
La Terrasse du Metropole 카페
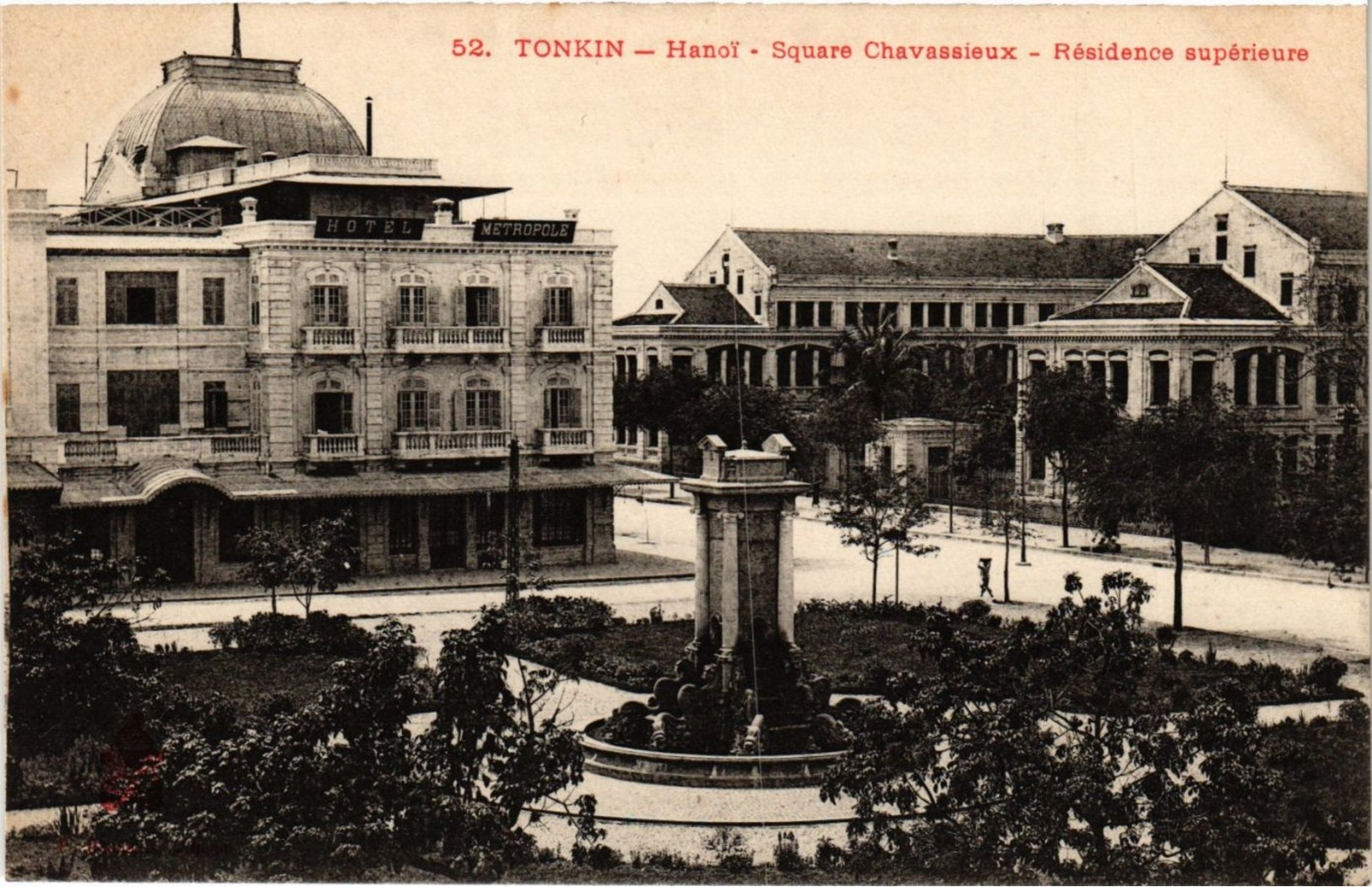
하노이 식민지 시대의 메트로폴 호텔
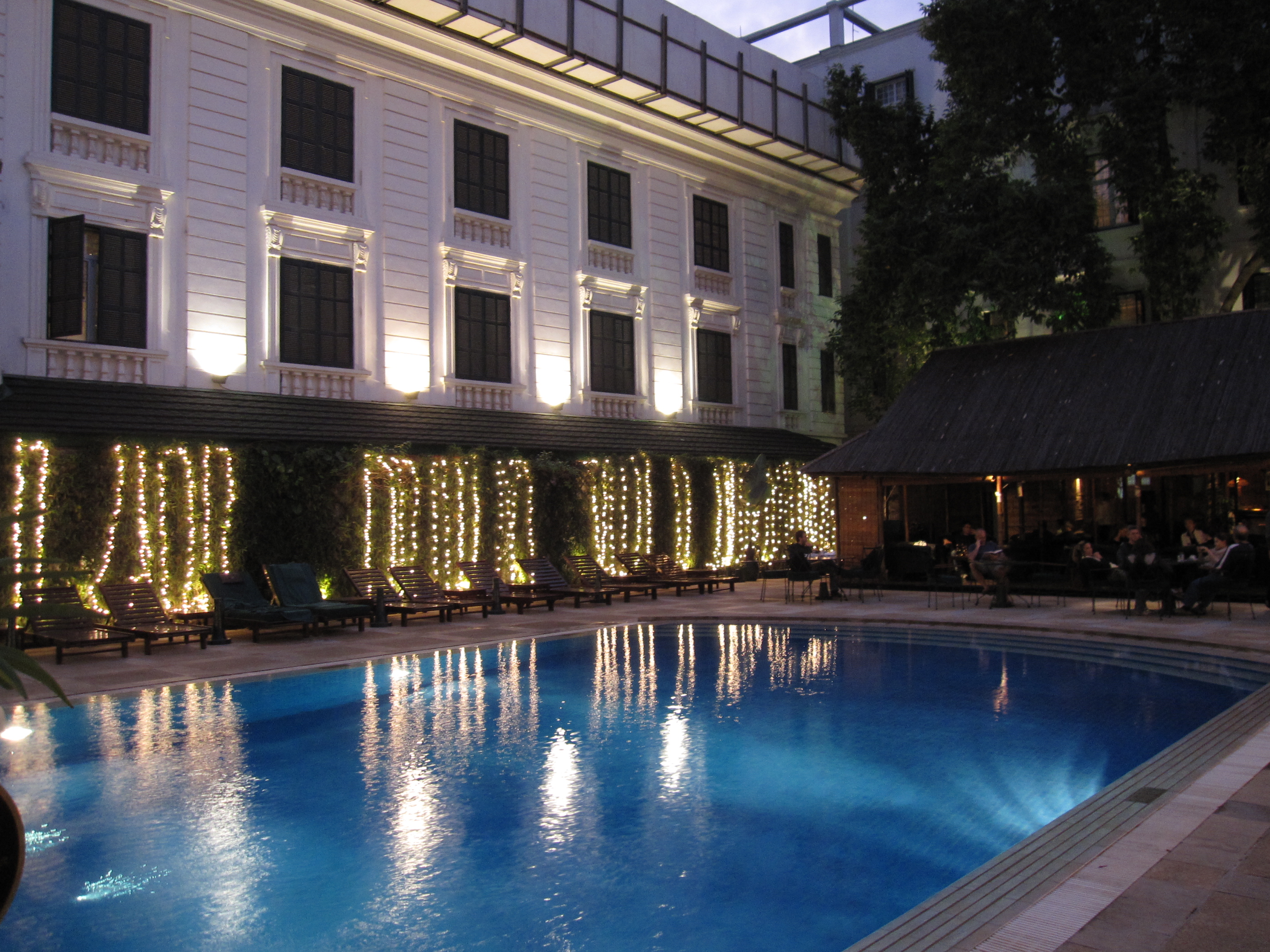
메트로폴의 수영장
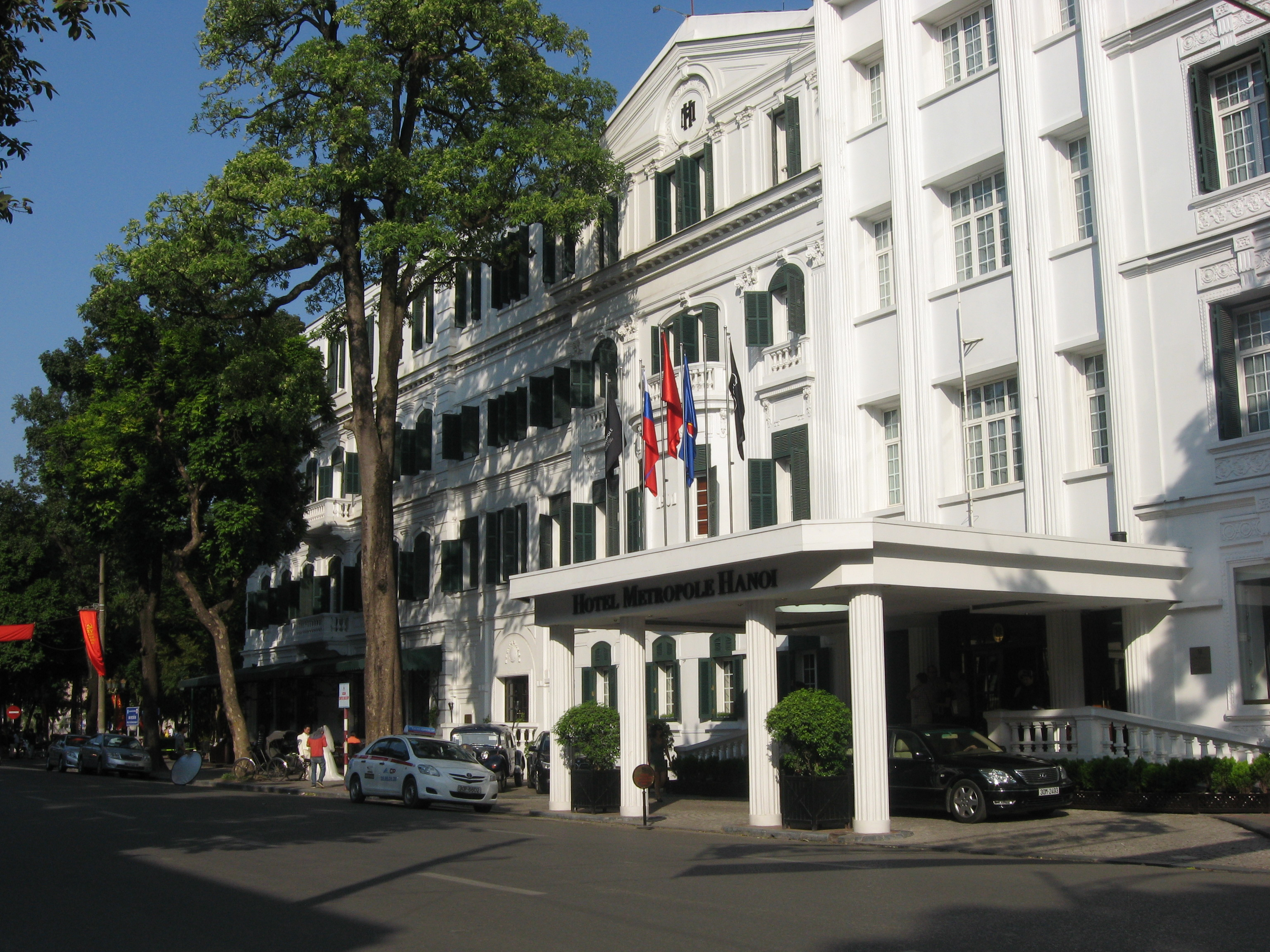
응오꾸옌 거리의 입구